# Medasina vagans
Medasina vagans là một loài bướm đêm trong họ Geometridae.